# رفتارشناسی جانوران

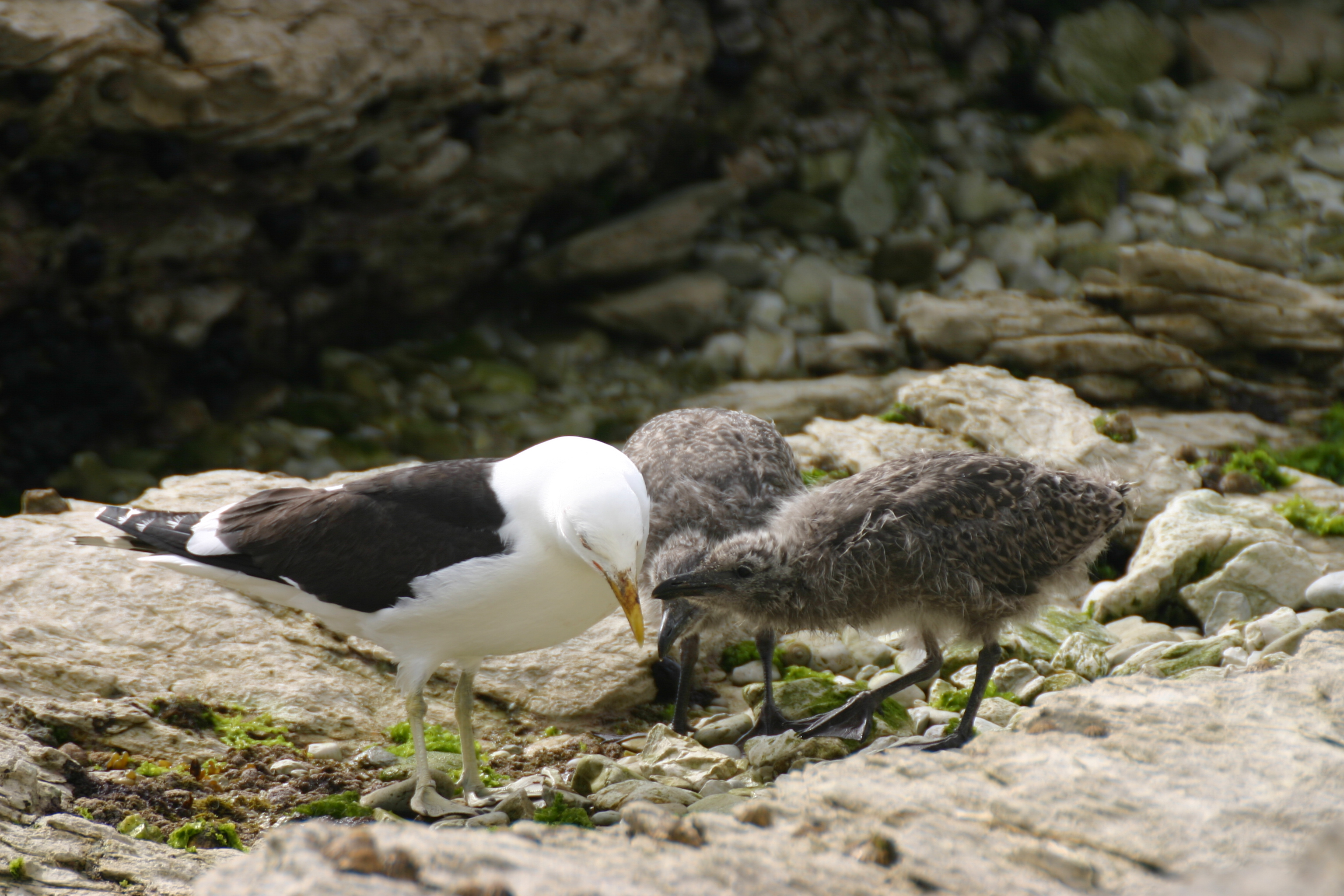
نوک‌زدن جوجه‌های کاکایی به منقار مادر، برای دریافت غذا

رفتارشناسی جانوری (به انگلیسی: Animal behavior) یا کردارشناسی (به انگلیسی: Ethology) علمی‌ست که به مطالعهٔ رفتار جانداران می‌پردازد. این علم یکی از شاخه‌های جانورشناسی به حساب می‌آید.
علم جانورشناسی نوین که جهشی در پیشرفت شناخت دیگر جانداران بوده است، از سال ۱۹۳۰ و به‌وسیلهٔ کارل فون فریش، نیکولاس تینبرگن و کونراد لورنز پایه‌ریزی شد.
از رئوس مباحث رفتارشنای، می‌توان به بررسی نحوهٔ تعامل غریزه و محیط در تکوین رفتارهای جانوران، بررسی انگیزش و مطالعهٔ تطبیقی یادگیری و شرطی‌شدن‌ها اشاره نمود.